# Idex (entreprise)
Pour les articles homonymes, voir IDEX.

Idex est une entreprise de taille intermédiaire (ETI) française indépendante spécialisée dans les services à l’énergie et à l’environnement. 
Les activités se répartissent en deux thématiques : valorisation des énergies locales, renouvelables (géothermie, solaire, éolien, biomasse…) et de récupération (valorisation des déchets, data-center, eaux usées, cogénération) et l’efficacité énergétique des bâtiments et process, associée à une conduite sobre des installations.

## Histoire
En 1963, Georges Planchot crée « L'Industrielle de chauffage », renommée « Idex » dans les années 1970. À partir de 1980, Idex développe les énergies renouvelables avec une géothermie pour le réseau de chaleur du Mée-sur-Seine, puis en 1990 reprise de l'usine Valorga de méthanisation des déchets ménagers d’Amiens, et participation au parc éolien de Port-la-Nouvelle avec la Compagnie du vent. 
Le fonds IK Investment Partners entre au capital d’Idex en 2004, alors que la famille fondatrice conserve des parts, et le cède en 2011 à Cube Infrastructure, alors que Thierry Franck de Preaumont est nommé à la présidence du groupe. Cube Infrastructure est un fonds français dédié à l’investissement à long terme dans les grandes infrastructures de service public.
En 2017, Idex cède ses activités de développement en éolien et en méthanisation à Arkolia énergies, soit sept salariés et autant de projets. En mai 2018, Antin Infrastructure Partners achète l'ensemble de l'entreprise pour 1,2 milliard d'euros, soit 4 fois sa valeur de 2011. Fin 2018, Idex achète Taranis Energy, société de 35 salariés spécialisée dans la conception, la construction et le financement de centrales de cogénération (production d’électricité et de chaleur) à partir de différents combustibles.
En 2025, Idex recrute comme directeur général adjoint chargé du développement Antoine Pellion, premier secrétaire général à la planification écologique (SGPE) auprès du Premier ministre.

## Activités
Idex est présent sur l’ensemble du territoire français (100 agences) où il emploie 3600 salariés et a réalisé un chiffre d’affaires de 2 milliards d'euros en 2024. Son siège social est situé à Boulogne-Billancourt, en France.

### Valorisation des énergies du territoire
- La géothermie : Idex exploite des centrales géothermiques[13] depuis les années 1980 ;
- La biomasse :  avec 150 chaufferies bois de moins de 1 MW à plus de 50 MW et des participations dans des cogénérations biomasse[10],[14] ;
- La valorisation énergétique des déchets : treize usines d’incinération et de méthanisation en 2022[3] ;
- La méthanisation territoriale/Biogaz :  quinze projets en développement[réf. souhaitée] ou en exploitation [15],[16], Géotexia, première unité en partenariat entre agriculteurs, industriels et associations dont la CUMA du Mené[17] ;
- L’éolien : 150 MW développés et 200 en développement[réf. souhaitée][18],[19];
- Les réseau de chaleur et réseaux de froid : 41 réseaux urbains en concession en 2022[3].

### Services d’efficacité énergétique
- Installations climatiques et électriques : conception et réalisation des travaux neufs ou de rénovation d’installations de chauffage, climatisation, traitement de l’air, plomberie, production et distribution de fluides, électricité;
- Services à l’énergie : gestion d’installations thermiques (chaleur, ventilation, climatisation et conditionnement d’air);
- Contrat de Performance Énergétique : audit, choix des énergies, optimisation des systèmes de production et distribution, isolation des bâtiments, accompagnement des usagers et gestion des Certificats d’Economie d’Energie (CEE);
- Multitechnique[3], multiservice et Facility Management: gestion des installations techniques du bâtiment, management des services à l’occupant, gestion globale des services.